# St. Michael (Volkach)

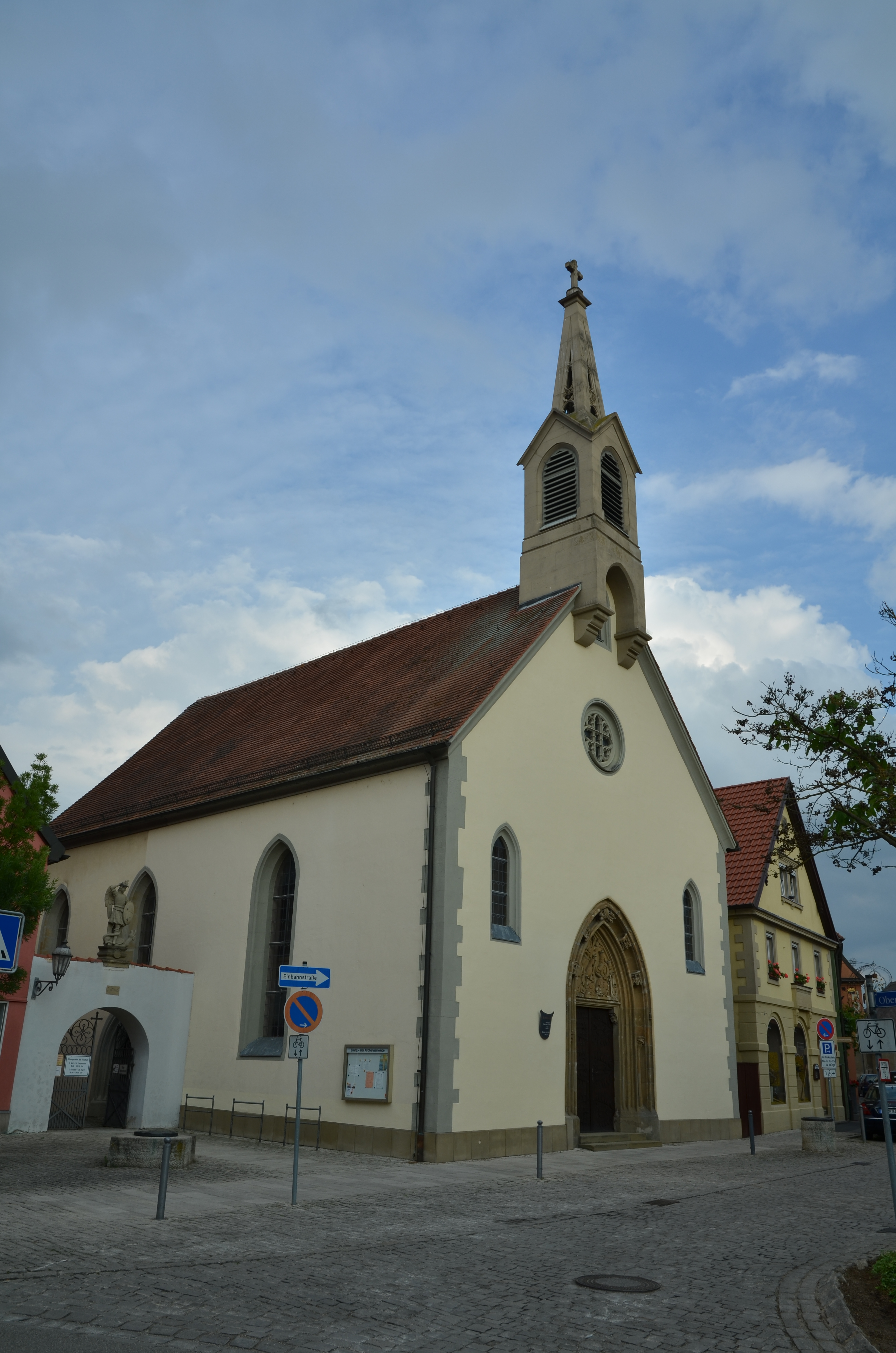
Die Kapelle St. Michael

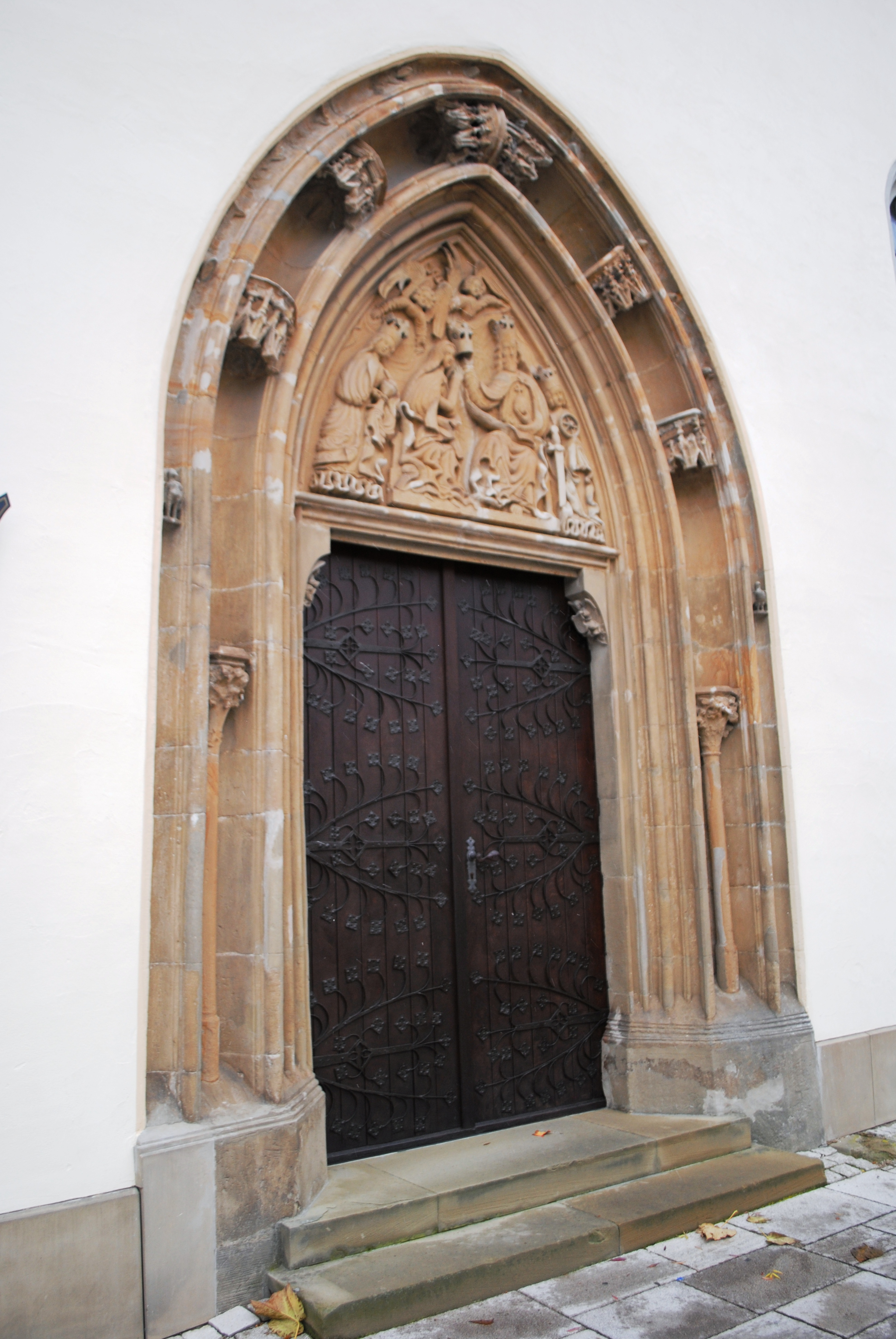
Das Portal aus dem 15. Jahrhundert

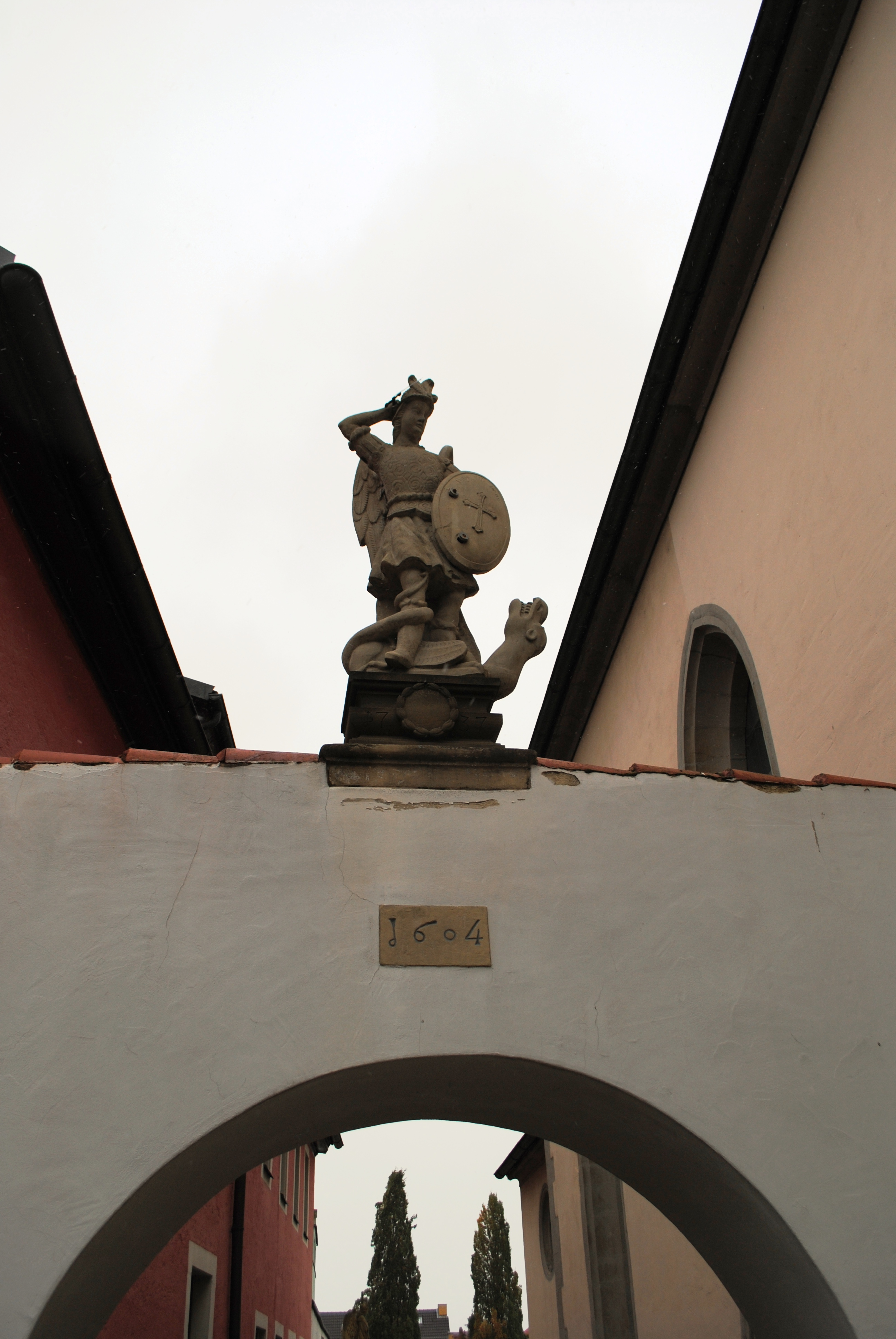
Die Figur des Heiligen Michael auf der Friedhofsmauer

Die evangelisch-lutherische Kirche St. Michael steht am Rande der Altstadt von Volkach. Zu ihren Füßen liegt der Obere Markt, hinter ihr erstreckt sich der städtische Friedhof.

## Geschichte
Im Jahre 1404 errichteten die Grafen von Castell die Kirche vor den Mauern (lat. extra muros) der Stadt Volkach, sie war fortan der Mittelpunkt der Oberen Vorstadt. Die Kirche war dem Patronat Marias unterstellt. Ab dem Jahr 1420 übernahmen die Würzburger Fürstbischöfe und die Grafen gemeinsam das Kirchengebäude. Es setzte eine Vernachlässigung des Baus ein, der auf Geldmangel und fehlende Stifter zurückzuführen war. Im Jahr 1419 richtete die Stadt Volkach deshalb das Benefizium B. M. V. extra muros (Beatae Mariae Virginis) ein. Nun erhielt die Kapelle mehrere Stiftungen. Einer der Stifter war Konrad Zollner, der Herr der Hallburg.
Die Kirche war im beginnenden 16. Jahrhundert auch die Spitalkirche des Bürgerspitals in der Nachbarschaft. Ab 1544 wurde sie als Friedhofskapelle genutzt. Damit ging ein baulicher Verfall einher, der sich durch die fehlenden Einnahmen erklären lässt. Lediglich 15 Gulden, 2 Pfund, 3 Pfennige und 3 Fuder Wein standen dem Kaplan zur Verfügung. Nach der Zusammenlegung aller Benefizien der Stadt 1595 wurde der Unterhalt der Kapelle aus den Einnahmen der Wallfahrtskirche Maria im Weingarten bestritten. Im Jahre 1612 war die Kirche heruntergekommen. In der Beschreibung von Hieronymus Degen wurden fehlende Fenster und die Geringschätzung der Bevölkerung  hervorgehoben.
Eine Renovierung der Kirche wurde zwar bereits in den 1630er Jahren in Angriff genommen, scheiterte jedoch wegen der Verwüstungen im Dreißigjährigen Krieg. Erst im Jahr 1684 begann eine Erneuerung des Gebäudes. Am 10. Mai 1686 konnte Richtfest gefeiert werden. Insgesamt kostete der Neubau ca. 1200 Gulden. Im Jahre 1707 zerstörte ein Blitzeinschlag im Dach die neue Kirche, sie musste deshalb bis 1739 wieder neu errichtet werden, dabei wechselte man das Patronat zum Erzengel Michael.
Mit der Säkularisation 1803 wurde ein Abriss der Kirche diskutiert. Man verwarf diesen Plan jedoch bald wieder. Nach einem Großbrand musste die Kapelle 1862–1864 wieder errichtet werden. Nun präsentierte sie sich im neugotischen Stil.
Ab 1977 stand die Kapelle der wachsenden evangelischen Gemeinde als Kirche zur Verfügung. Nach einer Renovierung wurde sie 1982 für neunundneunzig Jahre an die Gemeinde verpachtet. Das bayerische Landesamt für Denkmalpflege hat die Kirche als Baudenkmal unter der Nummer D-6-75-174-84 in die Liste aufgenommen, die archäologischen Befunde werden als Bodendenkmal geführt.

## Architektur und Umgebung
Der Stadtschreiber Niklas Brobst nennt in seiner ersten Beschreibung der Kirche St. Michael 1504 einen Chor, ein steinernes Langhaus und ein angebautes Beinhaus. Ein hölzerner Turm beherbergte zwei Glocken. Innen gab es einen Altar, eine Empore und die Kanzel. 1680, vor dem Neubau, wurde der Kirche ein neuer Hochaltar mit Johannes dem Täufer und der heiligen Dorothea gestiftet.
Beim Wiederaufbau 1739 erhielt die Kapelle andere Altäre. Der Hochaltar wurde wiederum Johannes dem Täufer und der heiligen Dorothea geweiht. Neu kam der heilige Michael hinzu. Die Nebenaltäre erhielten das Patronat der heiligen Jungfrau und des heiligen Lazarus. Im Jahr 1760 schaffte man eine neue Orgel an. Das Interieur der Kirche wurde im Jahr 1800 durch die Leidensstationen abgerundet.
Beim dritten Aufbau der Kapelle von 1862 bis 1864 erweiterte man die Saalkirche und errichtete einen neuen Hochaltar. Sie weist heute einen eingezogenen Polygonchor auf. Bekrönt ist das Gotteshaus von einem Dachreiter. Von der mittelalterlichen Kirche ist lediglich das Portaltympanon erhalten. Es zeigt die Bekrönung Mariens und ist wohl die Nachbildung eines ähnlichen Reliefs an der Marienkapelle in Würzburg. Das Vesperbild aus dem 15. Jahrhundert befindet sich heute im Mainfränkischen Museum.
Im 16. Jahrhundert wurde hinter der Kapelle ein Friedhof angelegt, der noch als Begräbnisstätte dient. Über dem Friedhofsportal von 1604 thront eine Figur des heiligen Michael von 1737, die dort 1865 aufgestellt wurde.

## Glocken
Auf dem Dachreiter der Michaelskapelle befinden sich in einem Stahlglockenstuhl zwei Glocken
| Name       | Ton  | Gießer  | Gussjahr | Gewicht | Durchmesser |
| ---------- | ---- | ------- | -------- | ------- | ----------- |
| Betglocke  | c’’  | Bachert | 1983     | 341 kg  | 810 mm      |
| Taufglocke | es’’ | Bachert | 1983     | 206 kg  | 680 mm      |